# Richmond Baseball and Softball Club
Uniformes
Richmond Baseball and Softball Club, ou Richmond Flames, est un club anglais de baseball basé à Londres. Les Flames évoluent en National League, la première division britannique, depuis la saison 2004.

## Équipes
Le club gère quatre équipes dont la meilleure évolue en National League, la première division du championnat britannique.
Ces équipes sont : 
- Richmond Flames : champion de Grande-Bretagne en 2006 et 2010.
- Richmond Dragons.
- Richmond Knights.
- Richmond Riverdogs.

## Histoire
Le club est fondé en 1992 par Wayne Nash. Il accueille de jeunes joueurs, mais bientôt le club connait une véritable hémorragie, et seule une équipe d'adultes survit. En 2000 l'équipe des Richmond Knights est créée, puis, en 2001, une équipe nationale et une autre de softball féminin. La croissance du club entraîne la création d'une troisième équipe en 2003, les Richmond Dragons. En 2004 les Richmond Flames accèdent à la National League et les Knights en Premier League. La même année l'équipe des Richmond Riverdogs est créée. En 2005 Richmond Baseball and Softball Club devient le club le plus important du Royaume-Uni en termes de licenciés.

## Liens
- (en) Site officiel
- (en) Les équipes du club